# Christopher S.
 (octobre 2024).
La mise en forme du texte ne suit pas les recommandations de Wikipédia : il faut le « wikifier ».
Les points d'amélioration suivants sont les cas les plus fréquents. Le détail des points à revoir est peut-être précisé sur la page de discussion.
- Les titres sont pré-formatés par le logiciel. Ils ne sont ni en capitales, ni en gras.
- Le texte ne doit pas être écrit en capitales (les noms de famille non plus), ni en gras, ni en italique, ni en « petit »…
- Le gras n'est utilisé que pour surligner le titre de l'article dans l'introduction, une seule fois.
- L'italique est rarement utilisé : mots en langue étrangère, titres d'œuvres, noms de bateaux, etc.
- Les citations ne sont pas en italique mais en corps de texte normal. Elles sont entourées par des guillemets français : « et ».
- Les listes à puces sont à éviter, des paragraphes rédigés étant largement préférés. Les tableaux sont à réserver à la présentation de données structurées (résultats, etc.).
- Les appels de note de bas de page (petits chiffres en exposant, introduits par l'outil «  Source ») sont à placer entre la fin de phrase et le point final[comme ça].
- Les liens internes (vers d'autres articles de Wikipédia) sont à choisir avec parcimonie. Créez des liens vers des articles approfondissant le sujet. Les termes génériques sans rapport avec le sujet sont à éviter, ainsi que les répétitions de liens vers un même terme.
- Les liens externes sont à placer uniquement dans une section « Liens externes », à la fin de l'article. Ces liens sont à choisir avec parcimonie suivant les règles définies. Si un lien sert de source à l'article, son insertion dans le texte est à faire par les notes de bas de page.
- La présentation des références doit suivre les conventions bibliographiques. Il est recommandé d'utiliser les modèles {{Ouvrage}}, {{Chapitre}}, {{Article}}, {{Lien web}} et/ou {{Bibliographie}}. Le mode d'édition visuel peut mettre en forme automatiquement les références.
- Insérer une infobox (cadre d'informations à droite) n'est pas obligatoire pour parachever la mise en page.

Pour une aide détaillée, merci de consulter Aide:Wikification.
Si vous pensez que ces points ont été résolus, vous pouvez retirer ce bandeau et améliorer la mise en forme d'un autre article.
 (octobre 2024).
Christopher S.,  né Christopher Spörri le 16 octobre 1969 à Berne, est un DJ suisse de musique house et producteur de musique.

## Carrière
Christopher a commencé sa carrière en 1996 comme DJ résident au Thuner Club, ainsi qu'à Tonis The Club à Berne, ce qui l'a rendu célèbre dans le pays tout entier. Il a fondé le label "Fuck the DJ!" avec Daniele Ficarazzi en 2006. C'est sous ce label que se produit Christopher S. DJ et producteur, Christopher S est l'un des meilleurs DJ en Suisse. Avec plus de 200 représentations par an dans les plus branchés lieux de l'Europe, son nom a longtemps été mis en place au niveau international. Ses performances attirent une foule moyenne de 2 000 personnes par représentations. Ses compilations Jetset (2006), VIP (2007), et Superstar (2008) ont atteint le numéro un sur le marché suisse. Toutes les autres œuvres de Christopher ont été dans le top 10. Dans l'ensemble, il a publié 31 œuvres. Parmi eux 16 albums et de nombreuses compilations telles que la Street Parade, OXA Double House, Energy House. Le "Berner Zeitung", le journal le plus éminent de la capitale de la Suisse, l'appelle « l'un des DJs les plus réussies de la Swiss House ».  Il a été DJ résident au Nachtwerk clubs de Thoune et de Tonis Le Club de Berne. À cette époque, il avait seulement 26 ans. Même s'il a été dans le business de la musique depuis plus de 15 ans, sa passion pour la musique est encore très présente. « La musique est pour moi un pur bonheur, mon élixir de vie », explique-t-il. « Grâce à la musique, je suis capable d'exprimer mes sentiments ». Sa dernière compilation, Glorious, paru le 1er avril 2011, est un autre de ses succès. Dans cette nouvelle compilation, le DJ présente un mélange des hits de club actuel et de nouvelles productions originales.  « Ce disque devrait mettre mes fans dans un estivale sentiment ». Le single actuel, Star, est entré numéro 84 dans les charts français. Sur Fun Radio, le single a atteint la 34e place dans le classement des bombes dancefloor. En Suisse, le single et entré numéro 64 dans les charts suisses. Star a été joué par les célèbres radio suisses DRS3 ou Radio Energy. Au niveau international, Christopher S détient l'une des premières positions dans les charts de téléchargement DJ.
Quand Christopher S prend un nouveau projet, il le fait avec un engagement total. Il tire l'énergie pour ses nombreux projets de sa famille qui vit à Berne. Il est l'heureux père de deux fils, à qui il a dédié sa chanson Letter to my Sons, qui est sur sa compilation en cours Glorious. « Mon fils signifie le monde pour moi. Je ferais n'importe quoi pour eux », admet-il. Il forme, avec Mike Candys et Jack Holiday, un trio de DJ suisse que l'on pourrait comparer à la Swedish House Mafia. En effet, à chaque sortie d'un single de Mike Candys, Christopher S et Jack Holiday le remixent. Même chose pour Jack Holiday ou Christopher S.

## Discographie

### Album
| Année | Album                                       | Classement des ventes | Classement des ventes | Classement des ventes | Classement des ventes | Classement des ventes | Classement des ventes |
| Année | Album                                       | FR                    | FR TL                 | BEL/Wa                | BEL/Vl                | SUI                   | DAN                   |
| ----- | ------------------------------------------- | --------------------- | --------------------- | --------------------- | --------------------- | --------------------- | --------------------- |
| 2013  | Rock The Club                               |                       |                       |                       |                       |                       |                       |
| 2011  | Sincere                                     |                       |                       |                       |                       |                       |                       |
| 2011  | Glorious                                    |                       |                       |                       |                       |                       |                       |
| 2010  | Fabulous                                    |                       |                       |                       |                       |                       |                       |
| 2010  | Fuck the DJ Pt. 4 (mixed by Lauren M)       |                       |                       |                       |                       |                       |                       |
| 2010  | Fuck the Dj Pt. 3 (mixed by Tom Celestino)  |                       |                       |                       |                       |                       |                       |
| 2010  | Houseclass                                  |                       |                       |                       |                       |                       |                       |
| 2009  | Fuck The Dj Pt.2 (mixed by DJ Mike Caldaro) |                       |                       |                       |                       |                       |                       |
| 2009  | Highlight (26 août 2009)                    |                       |                       |                       |                       |                       |                       |
| 2009  | Energy 2009 House (26 juin 2009)            |                       |                       |                       |                       |                       |                       |
| 2009  | Popular (27 mars 2009)                      |                       |                       |                       |                       |                       |                       |
| 2009  | Fuck the DJ (mixed by DJ Flava)             |                       |                       |                       |                       |                       |                       |
| 2008  | Champion                                    |                       |                       |                       |                       |                       |                       |
| 2008  | Energy 2008 House                           |                       |                       |                       |                       |                       |                       |
| 2008  | Superstar                                   |                       |                       |                       |                       |                       |                       |
| 2007  | V.I.P                                       |                       |                       |                       |                       |                       |                       |
| 2007  | Energy 2007 House                           |                       |                       |                       |                       |                       |                       |
| 2007  | F.A.M.O.U.S                                 |                       |                       |                       |                       |                       |                       |
| 2006  | Jet Set                                     |                       |                       |                       |                       |                       |                       |
| 2006  | Energy 2006 House                           |                       |                       |                       |                       |                       |                       |
| 2006  | Luxury                                      |                       |                       |                       |                       |                       |                       |
| 2005  | Lifestyle                                   |                       |                       |                       |                       |                       |                       |
| 2004  | OXA - Double House Vol. 6                   |                       |                       |                       |                       |                       |                       |
| 2003  | House Boulevard                             |                       |                       |                       |                       |                       |                       |
| 2002  | Smell the House Flowers                     |                       |                       |                       |                       |                       |                       |
| 2002  | OXA - Double House Vol. 4                   |                       |                       |                       |                       |                       |                       |
| 2002  | OXA - Double House Vol. 3                   |                       |                       |                       |                       |                       |                       |
| 2001  | Houseflowers                                |                       |                       |                       |                       |                       |                       |
| 2001  | Double House Vol. 2                         |                       |                       |                       |                       |                       |                       |
| 2000  | Ugly House 8                                |                       |                       |                       |                       |                       |                       |
| 1999  | Nation to Nation                            |                       |                       |                       |                       |                       |                       |

### Singles
| Année | Titre                                  | Classement | Classement | Classement | Classement | Classement | Classement | Album    |
| Année | Titre                                  | FR         | FR TL      | BEL/Wa     | BEL/Vl     | SUI        | DAN        | Album    |
| ----- | -------------------------------------- | ---------- | ---------- | ---------- | ---------- | ---------- | ---------- | -------- |
| 2010  | Star (feat. Max Urban)                 | 58         |            |            |            | 64         |            | Fabulous |
| 2011  | One Day (feat. Max Urban)              |            |            |            |            |            |            | Sincere  |
| 2012  | Tear Down The Club (feat. Tommy Clint) |            |            |            |            |            |            | Sincere  |